# Stictigramma leechi
Stictigramma leechi là một loài bướm đêm trong họ Noctuidae.